# 横澤由貴
横澤 由貴（よこさわ ゆき、1980年10月29日 - ）は、日本の元女子柔道52kg級選手。群馬県勢多郡大胡町（現・前橋市）出身。身長153cm、体重52kg。組み手は右組み。

## 経歴
柔道は小学校2年の時に大胡町スポーツ少年団で始めた。大胡中学から前橋東高校に進むと、2年の時には全国高校選手権52kg級で優勝を飾った。
1999年には三井住友海上の所属となった。2001年には体重別で初優勝を飾ると、アジア選手権と東アジア大会でも立て続けに優勝を成し遂げた。しかし、ミュンヘンで開催された世界選手権では5位にとどまった。続く福岡国際では優勝を果たした。2002年のワールドカップ国別団体戦決勝のキューバ戦ではアマリリス・サボンに技ありで勝利してチームの優勝に貢献した。しかし、アジア大会では5位に終わった。2003年に大阪で開催された世界選手権では3位となった。2004年には体重別で3年ぶり2度目の優勝を飾るとアテネオリンピック代表に選出された。アテネオリンピックの準決勝では前年の世界選手権金メダリストのサボンに有効をリードされるも、残り1秒の袖釣込腰で一本勝ちして劇的な逆転勝利を収めたものの、決勝では中国の冼東妹に横四方固で敗れて銀メダルだった。続く福岡国際では2度目の優勝を飾った。2005年にカイロで開催された世界選手権では決勝で中国の李営と対戦して、ポイントの取り合いになるものの効果の差で惜敗して2位にとどまった。2006年のワールドカップ国別団体戦とアジア大会ではともに3位に終わった。2007年の体重別では決勝で淑徳大学の西田優香に掬投で敗れて、2001年以来6年間続いてきた日本代表の座を逃すことになった。2008年の体重別では今春入社してきたばかりで会社の9年後輩となる中村美里に指導2で敗れて、北京オリンピック代表には選出されなかった。その直後に現役引退を表明した。
引退後、三井住友海上のセカンドキャリア支援制度を利用してカナダのバンクーバーに1年間留学し、ホームステイをしながら語学学校に通い、週に数回、地元の柔道クラブで柔道を教えていた。その時に高校の教師をしながらボランティアとして地元の柔道クラブで指導していた男性と出会い、日本に帰国後1年間三井住友海上でコーチを務めた後、再びカナダに渡り国際結婚。現在はカナダ・バンクーバーで子育てをしながら柔道を指導している。

## 人物
- 姓の「横澤」の「澤（沢）」は戸籍上では旧字体の「澤」を使用しているが、横澤はその時によって旧字体の「澤」と新字体の「沢」の両方の字体を使い分けている（両方の字体の使い分け可能）(出典[1]、[2])。
- 小柄な体格だが、スタミナがある。寝技を得意としており、立ち技よりも抑込技での一本が多い(出典[1]、[2])。
- 高校時代は背負投を連発することで指導を取って勝ち上がる傾向にあったことで、全日本のジュニアコーチからも低評価されていたが、三井住友海上で柳澤久の指導の下、本人の「うまくなりたい、強くなりたい」という強固な意思も相まって袖釣込腰や大内刈を身に付けたことが、オリンピックの準決勝での逆転劇に代表されるように世界での活躍につながったという[8]。
- 高校卒業後は美容師の専門学校に行くつもりだったが、顧問から実業団で柔道をすることを勧められ続けることにした。実業団に入社後も「数年頑張って結果が出なかったら美容師になろう」と思っていた[9]。

## ドーピング騒動
2004年2月のフランス国際で2位になった際のドーピング検査で、禁止薬物である糖質コルチコイドのプレドニゾロンの陽性反応を示した。その件で全柔連が横澤から事情を聞いた結果、意図的な使用はなかったと判断してIJFに意見書を提出すると、IJFも検出された薬物は微量であり、意図的な摂取であるか確認できないとして厳重注意をするにとどめた。これにより8月のアテネオリンピックには出場できることになった。しかし、フランスの反ドーピング機関は横澤が同機関の事情聴取の要請に応じなかったとして9月から半年間、フランス国内での大会参加を認めないことに決めた。但し、横澤はこの要請自体を知らされていなかったという。

## 戦績
- 1998年 - 全国高等学校柔道選手権大会 優勝
- 1999年 - 体重別 3位
- 1999年 - カナダ国際 優勝
- 2000年 - 体重別 3位
- 2000年 - アメリカ国際 優勝
- 2001年 - 体重別 優勝
- 2001年 - アジア選手権 優勝
- 2001年 - 東アジア大会 優勝
- 2001年 - 世界選手権 5位
- 2001年 - 福岡国際 優勝
- 2002年 - フランス国際 3位
- 2002年 - 体重別 2位
- 2002年 - ワールドカップ国別団体戦 優勝
- 2002年 - アジア大会 5位
- 2002年 - 全国女子体重別 優勝
- 2003年 - 体重別 2位
- 2003年 - 世界選手権 3位
- 2003年 - 福岡国際 2位
- 2004年 - フランス国際 2位
- 2004年 - 体重別 優勝
- 2004年 - アテネオリンピック 2位
- 2004年 - 福岡国際 優勝
- 2005年 - ドイツ国際 2位
- 2005年 - 体重別 3位
- 2005年 - アジア選手権 3位
- 2005年 - 全日本実業柔道団体対抗大会 優勝
- 2005年 - 世界選手権 2位
- 2005年 - 福岡国際 2位
- 2006年 - 体重別 2位
- 2006年 - ワールドカップ国別団体戦 3位
- 2006年 - アジア大会 3位
- 2007年 - 体重別 2位
- 2007年 - 嘉納杯 3位
- 2008年 - 体重別 2位

(出典、)。

## 得意技
- 背負い投げ
- 袖釣込腰
- 小内刈り

(出典、)。